# Die weisse Wüste
Pour plus de détails, voir Fiche technique et Distribution.
Die weisse Wüste (en français, Le Désert blanc) est un film allemand réalisé par Ernst Wendt sorti en 1922.

## Synopsis
L'action se déroule en Suède et au pôle Nord. Les amis Björn et Sigurd arrivent dans des conditions turbulentes par le navire en fin de vie du violent capitaine Gaustad. Sur le navire, les événements se retournent et, après des intrigues, des viols, des mutineries et des naufrages, les survivants se retrouvent sur la banquise. Ils se divisent en deux groupes pour obtenir de nouveau un terrain solide sous leurs pieds. Le groupe de "méchants" meurt successivement, alors que les "bons" après avoir survécu à des aventures telles que des attaques d'ours blancs, des poursuites, etc., Sigurd et Björn peuvent embrasser leurs femmes Karin et Liv.

## Fiche technique
- Titre : Die weisse Wüste
- Réalisation : Ernst Wendt
- Scénario : Ernst Wendt, Einar Stier
- Direction artistique : Einar Stier
- Photographie : Mutz Greenbaum
- Producteur : John Hagenbeck
- Société de production : John Hagenbeck-Film GmbH
- Pays d'origine :  République de Weimar
- Langue : allemand
- Format : Noir et blanc - 1,33:1 - 35 mm
- Genre : Drame
- Durée : 100 minutes
- Dates de sortie :
  -  République de Weimar : 14 juillet 1922.
  -  Royaume de Hongrie : 23 septembre 1922.
  -  Danemark : 6 août 1923.

## Distribution
- Fritz Orwa : Björn
- Carl de Vogt : Sigurd
- Nora Swinburne : Karin
- Claire Lotto (de) : Liv
- Karl Balta : Capitaine Gaustad
- Eduard von Winterstein : Ivan
- Max Kronert : Lars, oncle de Karin
- Maria Bauer : Signe
- Frieda Siewert-Michels : Alma Troll
- Emil Stammer (de) : Le bailli

## Histoire
La scénographie est d'Einar Stier, qui participe également au scénario. John Hagenbeck s'occupe du dressage des animaux.
Le film passe devant la Reichsfilmzensur (de) le 24 juin 1922 et est approuvé sous le numéro B.06083. L'Oberprüfstelle confirme le 9 octobre 1923 l'approbation sous le numéro O.A.76, après que le ministère de l'Éducation de l'État libre de Brunswick présente une demande de révocation du permis pour des raisons morales. Le film teinté et sonorisé sort le 14 juillet 1922 à Berlin, dans le palais Primus[réf. nécessaire].
Die weisse Wüste est l'un des nombreux films de la Hagenbeck Sensations- und Raubtier-Film-Reihe, la série de films à sensations et d'animaux prédateurs, restaurés en 2016 par Stefan Drößler (de), directeur du Filmmuseum München. Avec le film Die Tigerin (de) de John Hagenbeck, il est présenté en 2016 au Festival international du film muet (de) à Bonn, du 11 au 21 août 2016. Günter A. Buchwald (de) et Frank Bockius assurent l'accompagnement musical.
Le film est projeté lors de la 59e édition du festival du cinéma nordique de Lübeck (de) le vendredi 4 novembre 2017, accompagnée en direct par Goran Lazarevic (accordéon) et Krischa Weber (violoncelle, scie musicale).

## Source de la traduction
- (de) Cet article est partiellement ou en totalité issu de l’article de Wikipédia en allemand intitulé « Die weisse Wüste » (voir la liste des auteurs).